# 赫得森嶺
83°47′S 56°39′W / 83.783°S 56.650°W
赫得森嶺（英語：Hudson Ridge）是南極洲的山嶺，位於伊莉莎白女王地，屬於彭薩科拉山脈中尼普頓山脈的一部分，處於海澤嶺以北7公里，美國地質調查局根據測量和該國海軍的空中照片繪入地圖，現時由南極條約體系管理。